# Ponometia sutor
Ponometia sutor är en fjärilsart som beskrevs av George Francis Hampson 1910. Ponometia sutor ingår i släktet Ponometia och familjen nattflyn. Inga underarter finns listade i Catalogue of Life.